# Malaysias Grand Prix 2016
Malaysias Grand Prix 2016 (officielt navn: 2016 Formula 1 Petronas Malaysia Grand Prix) var et Formel 1-løb som blev arrangeret 2. oktober 2016 på Sepang International Circuit udenfor Kuala Lumpur i Malaysia. Det var det sekstende løb i Formel 1-sæsonen 2016 og 18. gang at Malaysias Grand Prix blev arrangeret.
Løbet blev vundet af Daniel Ricciardo i Red Bull, med hans teamkollega Max Verstappen på andenpladsen. På tredjepladsen kom Nico Rosberg i Mercedes. Lewis Hamilton, som startede fra pole position, måtte udgå af løbet da motoren svigtede, og Rosberg øgede dermed sin føring i kørermesterskabet med 23 point.

## Resultater

### Kvalifikation
| Pos.               | Nr. | Kører             | Konstruktør               | Del 1    | Del 2    | Del 3    | Grid |
| ------------------ | --- | ----------------- | ------------------------- | -------- | -------- | -------- | ---- |
| 1                  | 44  | Lewis Hamilton    | Mercedes                  | 1.34,444 | 1.33,046 | 1.32,850 | 1    |
| 2                  | 6   | Nico Rosberg      | Mercedes                  | 1.34,460 | 1.33,609 | 1.33,264 | 2    |
| 3                  | 33  | Max Verstappen    | Red Bull Racing-TAG Heuer | 1.35,443 | 1.33,775 | 1.33,420 | 3    |
| 4                  | 3   | Daniel Ricciardo  | Red Bull Racing-TAG Heuer | 1.35,079 | 1.33,888 | 1.33,467 | 4    |
| 5                  | 5   | Sebastian Vettel  | Ferrari                   | 1.34,557 | 1.33,972 | 1.33,584 | 5    |
| 6                  | 7   | Kimi Räikkönen    | Ferrari                   | 1.34,556 | 1.33,903 | 1.33,632 | 6    |
| 7                  | 11  | Sergio Pérez      | Force India-Mercedes      | 1.35,068 | 1.34,538 | 1.34,319 | 7    |
| 8                  | 27  | Nico Hülkenberg   | Force India-Mercedes      | 1.34,827 | 1.34,441 | 1.34,489 | 8    |
| 9                  | 22  | Jenson Button     | McLaren-Honda             | 1.35,267 | 1.34,431 | 1.34,518 | 9    |
| 10                 | 19  | Felipe Massa      | Williams-Mercedes         | 1.35,267 | 1.34,422 | 1.34,671 | 10   |
| 11                 | 77  | Valtteri Bottas   | Williams-Mercedes         | 1.35,166 | 1.34,577 |          | 11   |
| 12                 | 8   | Romain Grosjean   | Haas-Ferrari              | 1.35,400 | 1.35,001 |          | 12   |
| 13                 | 21  | Esteban Gutiérrez | Haas-Ferrari              | 1.35,658 | 1.35,097 |          | 13   |
| 14                 | 20  | Kevin Magnussen   | Renault                   | 1.35,593 | 1.35,277 |          | 14   |
| 15                 | 26  | Daniil Kvjat      | Toro Rosso-Ferrari        | 1.35,695 | 1.35,369 |          | 15   |
| 16                 | 55  | Carlos Sainz, Jr. | Toro Rosso-Ferrari        | 1.35,605 | 1.35,374 |          | 16   |
| 17                 | 9   | Marcus Ericsson   | Sauber-Ferrari            | 1.35,816 |          |          | 17   |
| 18                 | 12  | Felipe Nasr       | Sauber-Ferrari            | 1.35,949 |          |          | 18   |
| 19                 | 30  | Jolyon Palmer     | Renault                   | 1.35,999 |          |          | 19   |
| 20                 | 31  | Esteban Ocon      | MRT-Mercedes              | 1.36,451 |          |          | 20   |
| 21                 | 94  | Pascal Wehrlein   | MRT-Mercedes              | 1.36,587 |          |          | 21   |
| 22                 | 14  | Fernando Alonso1  | McLaren-Honda             | 1.37,155 |          |          | 221  |
| 107%-tid: 1.41,055 |     |                   |                           |          |          |          |      |
| Kilde:             |     |                   |                           |          |          |          |      |

### Løbet
| Pos.   | Nr | Kører             | Konstruktør               | Omgange | Tid/Udgået  | Startpos. | Point |
| ------ | -- | ----------------- | ------------------------- | ------- | ----------- | --------- | ----- |
| 1      | 3  | Daniel Ricciardo  | Red Bull Racing-TAG Heuer | 56      | 1.37.12,776 | 4         | 25    |
| 2      | 33 | Max Verstappen    | Red Bull Racing-TAG Heuer | 56      | +2,443      | 3         | 18    |
| 3      | 6  | Nico Rosberg2     | Mercedes                  | 56      | +25,5162    | 2         | 15    |
| 4      | 7  | Kimi Räikkönen    | Ferrari                   | 56      | +28,785     | 6         | 12    |
| 5      | 77 | Valtteri Bottas   | Williams-Mercedes         | 56      | +1.01,582   | 11        | 10    |
| 6      | 11 | Sergio Pérez      | Force India-Mercedes      | 56      | +1.03,794   | 7         | 8     |
| 7      | 14 | Fernando Alonso1  | McLaren-Honda             | 56      | +1.05,205   | 221       | 6     |
| 8      | 27 | Nico Hülkenberg   | Force India-Mercedes      | 56      | +1.14,062   | 8         | 4     |
| 9      | 22 | Jenson Button     | McLaren-Honda             | 56      | +1.21,816   | 9         | 2     |
| 10     | 30 | Jolyon Palmer     | Renault                   | 56      | +1.35,466   | 19        | 1     |
| 11     | 55 | Carlos Sainz, Jr. | Toro Rosso-Ferrari        | 56      | +1.38,878   | 16        |       |
| 12     | 9  | Marcus Ericsson   | Sauber-Ferrari            | 55      | +1 omgang   | 17        |       |
| 13     | 19 | Felipe Massa      | Williams-Mercedes         | 55      | +1 omgang   | 10        |       |
| 14     | 26 | Daniil Kvjat      | Toro Rosso-Ferrari        | 55      | +1 omgang   | 15        |       |
| 15     | 94 | Pascal Wehrlein   | MRT-Mercedes              | 55      | +1 omgang   | 21        |       |
| 16     | 31 | Esteban Ocon3     | MRT-Mercedes              | 55      | +1 omgang3  | 20        |       |
| Ret    | 12 | Felipe Nasr       | Sauber-Ferrari            | 46      | Bremser     | 18        |       |
| Ret    | 44 | Lewis Hamilton    | Mercedes                  | 41      | Motor       | 1         |       |
| Ret    | 21 | Esteban Gutiérrez | Haas-Ferrari              | 39      | Hjul        | 13        |       |
| Ret    | 20 | Kevin Magnussen   | Renault                   | 17      | Krafttab    | 14        |       |
| Ret    | 8  | Romain Grosjean   | Haas-Ferrari              | 7       | Bremser     | 12        |       |
| Ret    | 5  | Sebastian Vettel  | Ferrari                   | 0       | Kollision   | 5         |       |
| Kilde: |    |                   |                           |         |             |           |       |

Noter til tabellerne:
- 1:  - Fernando Alonso fik en gridstraf på 45 placeringer efter at McLaren valgte at skifte en række elementer i hans motorenhed.[3]
- 2:  - Nico Rosberg fik en tidsstraf på ti sekunder for at have forårsaget en kollision.[4]
- 3:  - Esteban Ocon fik to tidsstraffe på fem sekunder hver for at have kørt for hurtigt i pitlane.[4]

## Stillingen i mesterskaberne efter løbet
| Nr | +/- | Kører             | Point |
| -- | --- | ----------------- | ----- |
| 1  |     | Nico Rosberg      | 288   |
| 2  |     | Lewis Hamilton    | 265   |
| 3  |     | Daniel Ricciardo  | 204   |
| 4  | 1   | Kimi Räikkönen    | 160   |
| 5  | 1   | Sebastian Vettel  | 153   |
| 6  |     | Max Verstappen    | 147   |
| 7  |     | Valtteri Bottas   | 80    |
| 8  |     | Sergio Pérez      | 74    |
| 9  |     | Nico Hülkenberg   | 50    |
| 10 | 1   | Fernando Alonso   | 42    |
| 11 | 1   | Felipe Massa      | 41    |
| 12 |     | Carlos Sainz, Jr. | 30    |
| 13 |     | Romain Grosjean   | 28    |
| 14 |     | Daniil Kvjat      | 25    |
| 15 |     | Jenson Button     | 19    |
| 16 |     | Kevin Magnussen   | 7     |
| 17 | 3   | Jolyon Palmer     | 1     |
| 18 | 1   | Pascal Wehrlein   | 1     |
| 19 | 1   | Stoffel Vandoorne | 1     |
| 20 | 1   | Esteban Gutiérrez | 0     |
| 21 |     | Marcus Ericsson   | 0     |
| 22 |     | Felipe Nasr       | 0     |
| 23 |     | Rio Haryanto      | 0     |
| 24 |     | Esteban Ocon      | 0     |

| Nr | +/- | Konstruktør          | Point |
| -- | --- | -------------------- | ----- |
| 1  |     | Mercedes             | 553   |
| 2  |     | Red Bull-TAG Heuer   | 359   |
| 3  |     | Ferrari              | 313   |
| 4  |     | Force India-Mercedes | 124   |
| 5  |     | Williams-Mercedes    | 121   |
| 6  |     | McLaren-Honda        | 62    |
| 7  |     | Toro Rosso-Ferrari   | 47    |
| 8  |     | Haas-Ferrari         | 28    |
| 9  |     | Renault              | 8     |
| 10 |     | Manor-Mercedes       | 1     |
| 11 |     | Sauber-Ferrari       | 0     |